# Columbo: Das Aschenpuzzle
Das Aschenpuzzle (Originaltitel: Ashes to Ashes) ist eine erstmals auf ABC gesendete Episode der Kriminalfilm-Reihe Columbo aus dem Jahr 1998. Die deutschsprachige Erstausstrahlung der zwölften Folge der zehnten Staffel folgte 1999 auf RTL. Der irisch-US-amerikanische Schauspieler Patrick McGoohan, der zum vierten Mal in der Reihe auch Regie führte, verkörpert als Bestattungsunternehmer Eric Prince den Gegenspieler von Inspektor Columbo, dargestellt von Peter Falk.

## Handlung
Eric Prince ist Inhaber des renommierten Bestattungsunternehmens Haverland-Prince in Los Angeles, das über zahlreiche Filialen in den Vereinigten Staaten verfügt. Vor der Trauerfeier für den berühmten Filmschauspieler und Kriegshelden Chuck Houston stattet die Boulevardjournalistin Verity Chandler ihrem ehemaligen Geliebten, Prince, einen Besuch ab. Bei einer privaten Unterredung im Vorbereitungsraum kündigt Chandler an, einen Beitrag unter der Schlagzeile Grisly Undertakings on Sunset Boulevard in der nächsten Ausgabe ihrer Fernsehshow auszustrahlen. Sie hat herausgefunden, dass Prince seinerzeit als Angestellter von Haverland eine wertvolle Diamantkette von der Leiche des Stummfilmstars Dorothea Page gestohlen und sich mit dem Erlös aus deren Veräußerung in das Institut seines früheren Partners eingekauft hat. In der Folgezeit gab Prince wiederholt Insiderwissen über verstorbene Prominente an Chandler weiter, beendete dann aber unvermittelt die private Beziehung mit ihr. Mit der Veröffentlichung der Enthüllungsstory möchte sie sich an ihm dafür rächen und ihren Ex-Partner ruinieren. In Panik erschlägt Prince Chandler mit einem Trokar und bewahrt den Körper in der Leichenkühlzelle auf. Nachdem die Trauergäste gegangen sind, legt er die Tote anstelle von Houston in den Sarg und verbrennt diesen im Krematoriumsofen. Die Asche übergibt er der Witwe von Houston, Liz Houston, die sie unerlaubt aus einem Hubschrauber über dem Hollywood Sign verstreut. In der Dämmerung dringt Prince in Chandlers Haus ein und täuscht eine Entführung vor. Zu seinem Plan gehört auch, den ihn betreffenden Artikel im Computer durch eine erfundene Geschichte über Kokainhandel in Beverly Hills zu ersetzen und sich mithilfe eines manipulierten Speicherzeitpunktes der Datei ein Alibi zu verschaffen. Danach fährt er zu seiner neuen heimlichen Geliebten Liz Houston und verbringt die Nacht mit ihr.
Am nächsten Tag meldet Rodger Gambles, der Assistent von Chandler, die Reporterin als vermisst. Lieutenant Columbo nimmt die Ermittlungen auf und entdeckt in Chandlers Taschenkalender die rätselhafte Notiz „PH SB“ für den vergangenen Tag. Außerdem erregen elf Fotos eines Welpen seine Aufmerksamkeit, obwohl die zugehörige Patrone für die Filmnegative zwölf Bilder umfasst. In diesem Zusammenhang fällt Gambles ein, dass der Hund offenbar ohne Futter und Wasser in einem verschlossenen Raum zurückgelassen wurde. Der Lieutenant kann sich nicht erklären, warum die tierliebe Hausherrin am Vorabend trotz ihrer Anwesenheit so nachlässig gewesen sein soll. Gambles berichtet Columbo von Chandlers Teilnahme an der Trauerfeier. Unterdessen hat Prince einen Weg gefunden, Houstons Leichnam unauffällig loszuwerden. Er bietet der verwitweten Mrs. Lerby an, die sterblichen Überreste ihres kürzlich bei einer Gasboilerexplosion ums Leben gekommenen Ehemannes auf eigene Kosten für eine Seebestattung einzuäschern. Bei der darauffolgenden Befragung bestätigt Prince dem Lieutenant die bisherigen Erkenntnisse. Zwischenzeitlich wurde ein neuer Abzug für das fehlende Foto beschafft: Es zeigt das Einfahrtstor einer unbekannten Villa. Columbo sucht Hilfe bei Liz Houston, die zusammen mit Prince in Chandlers Haus eintrifft. Zögernd geben beide zu, miteinander ein Verhältnis zu haben. Aufgrund unterschiedlicher Lippenstift-Farbtöne am Whiskyglas auf ihrem Schreibtisch sowie am Taschentuch, das zum Abwischen von Houstons Wange nach einem unangemessenen Kuss Chandlers während der Beerdigung benutzt wurde, schlussfolgert der Lieutenant, die Vermisste sei möglicherweise gar nicht im Haus gewesen.
Zurück im Institut legt Prince die Leichen von Lerby und Houston zur anschließenden Feuerbestattung gemeinsam in einen Pappsarg. Derweil spürt Columbo den Taxifahrer Eddie Fenelle auf, der Chandler am Tag ihres Verschwindens zu Haverland-Prince gefahren hat. Obwohl er ihm zunächst keine wichtigen Informationen entlocken kann, wird ihm in der Taxizentrale durch Zufall die Bedeutung der Abkürzungen im Kalender klar: „PH“ steht für „Photo“ und „SB“ für „Sunset Boulevard“. Wenig später macht er das auf dem Foto abgebildete Anwesen ausfindig: Zu ihren Lebzeiten wohnte dort Dorothea Page. Der Lieutenant wendet sich erneut an den vorbestraften Fenelle, der zugibt, die gestohlene Halskette vor Jahren als Hehler von Prince angekauft und Chandler unlängst bei ihren Nachforschungen gegen Bezahlung geholfen zu haben. Prince wird damit zum Hauptverdächtigen. Anlässlich der Ehrung zum „Bestattungsunternehmer des Jahres“ konfrontiert Columbo den Preisträger mit seinen Vermutungen. Doch dieser gibt sich ahnungslos, da Page angeblich keinen Schmuck trug und die Polizei bei der damaligen Durchsuchung nichts finden konnte. Im Fernsehstudio erfährt der Lieutenant von Gambles, dass die Verbindung zu Chandlers Mobiltelefon unmittelbar nach dem Ende von Houstons Trauerfeier abgebrochen sei. Daraufhin unterbreitet er Prince seine Theorie vom Austausch der Leichen und macht sich nebenbei mit der Funktionsweise des Ofens vertraut. Am Abend verabredet er sich wieder mit Prince und beschuldigt ihn, die Halskette in Pages Rachen versteckt zu haben, damit er die hitzebeständigen Diamanten nach der Kremation an sich nehmen konnte. Um Prince zu überführen, ruft er den Helikopter mit der Urne von Mr. Lerby zurück und lässt ihn vor dem Institut landen. In der Asche befindet sich ein Schrapnellsplitter aus dem Zweiten Weltkrieg, den Columbo zuvor auf dem eingerahmten Röntgenbild im Haus von Houston gesehen hat. Demnach müssen sich die Überreste einer anderen Person in den Hollywood Hills befinden. Prince resigniert und begibt sich freiwillig in Polizeigewahrsam.

## Besetzung und Synchronisation
Die deutschsprachige Synchronfassung entstand bei der Neue Tonfilm München.
| Figur              | Darsteller         | Deutscher Sprecher |
| ------------------ | ------------------ | ------------------ |
| Lieutenant Columbo | Peter Falk         | Horst Sachtleben   |
| Gaststars          |                    |                    |
| Eric Prince        | Patrick McGoohan   | Horst Raspe        |
| Verity Chandler    | Rue McClanahan     | Ursula Sieg        |
| Sergeant Degarmo   | Richard Riehle     | Karl-Heinz Krolzyk |
| Roger Gambles      | Spencer Garrett    | Ulrich Frank       |
| Fred               | Aubrey Morris      | Gerd Potyka        |
| Mrs. Lerby         | Edie McClurg       | Inge Solbrig       |
| Scheich Yarami     | Richard Libertini  | Berno von Cramm    |
| Eddie Fenelle      | Ron Masak          | Peter Musäus       |
| Rita               | Catherine McGoohan | Marion Hartmann    |
| Gerald             | Scott N. Stevens   | Manfred Trilling   |
| Liz Houston        | Sally Kellerman    | Katharina Lopinski |
| Weitere Darsteller |                    |                    |
| Henry Chalfont     | Conrad Bachmann    | Michael Gahr       |
| Sänger             | Ken Weiler         | Bernd Simon        |
| Barkeeperin        | Roberta Hanlen     | Martina Duncker    |
| Moderatorin        | Karissa Corday     | Martina Duncker    |

## Rezeption
Die Fernsehzeitschrift TV Spielfilm vergab eine neutrale Wertung (Daumen mittig): „Die Story stimmt, die Stimmen nicht… […] Mit damals 71 Jahren schlüpfte Peter Falk wieder in seinen knittrigen Trenchcoat und ermittelte in Begleitung des dösigen Bassets „Hund“. […] Eine Warnung an die Fans: Die Synchronisation ging diesmal leider voll daneben.“
Das Lexikon des internationalen Films befand: „Weitere Folge der beliebten Fernsehserie, die deren Rahmenbedingungen erfüllt und solide Unterhaltung mit routinierten Darstellern bietet.“
Der Autor Michael Striss wertete mit zwei von vier Sternen (durchschnittlich). Sein Urteil fiel zwiespältig aus, insbesondere den altersbedingten Verfallserscheinungen des Hauptdarstellers konnte er keine gute Seite abgewinnen: „Gelungenes und Mangelhaftes hält sich hier die Waage. Wie immer stellt Patrick McGoohan einen Aktivposten dar. Die Zeiten sind auch für ihn rauer und gewalttätiger geworden. Vor Jahren hätte ein Schlag gegen sein Opfer völlig ausgereicht. Heute muss er noch einmal nachschlagen. Das Bestattermilieu bietet gute Möglichkeiten für originelle Einlage, so die Sangeshymnen auf Prince bei der Verleihung des Titels »Bestatter des Jahres«. Leider wurde die Gelegenheit versäumt, Columbo an einer Trauerfeier teilnehmen zu lassen, was bekanntlich immer für Zündstoff sorgt. […] Als eine Hommage an einen der ganz großen Autoren der Serie gestaltet sich Columbos Suche nach der Bedeutung des ominösen Kürzels »S. B.«. Er vermutet dahinter eine Person, und befragt Prince nach Gästen mit diesen Initialen, die an der Trauerfeier für den Hollywoodstar Chuck Houston teilnahmen. Prince bestätigt, dass solche Prominente anwesend waren: »Sonny Bono, Sandra Bullock, Steven Bochco«. […] Kritisch muss die zunehmende Tendenz vermerkt werden, immer häufiger in pure Albernheiten abzugleiten. Streckenweise wirkt der Inspektor nicht mehr skurril, sondern nur noch senil. Horst Sachtlebens Stimme, die sich ständig überschlägt, fördert in der deutschen Synchronisation diesen Eindruck noch. Manchmal wünscht man sich die nüchterne und zurückhaltende Art eines Klaus Schwarzkopf zurück. Albern wirkt auch der Abtransport des Inspektors durch zwei arabische Bodyguards. Ebenso gerät deren Chef, Scheich Yarimi, zu einer Karikatur, selbst wenn er schließlich noch einen der besten Gags dieser Episode beisteuert. Er verehrt Filmstars, sieht aber mit Verachtung auf das Fernsehen herab. »Das Fernsehen ist eine vom Teufel erfundene Strafe« meint er im Gespräch mit einer der größten Legenden amerikanischer TV-Geschichte.“